# Kentucky Derby
Groupe I

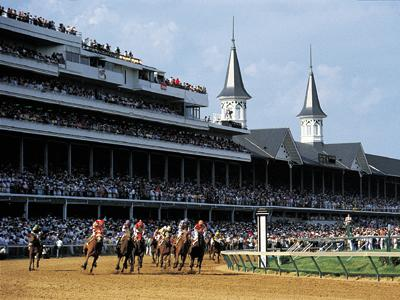
L'hippodrome de Churchill Downs.

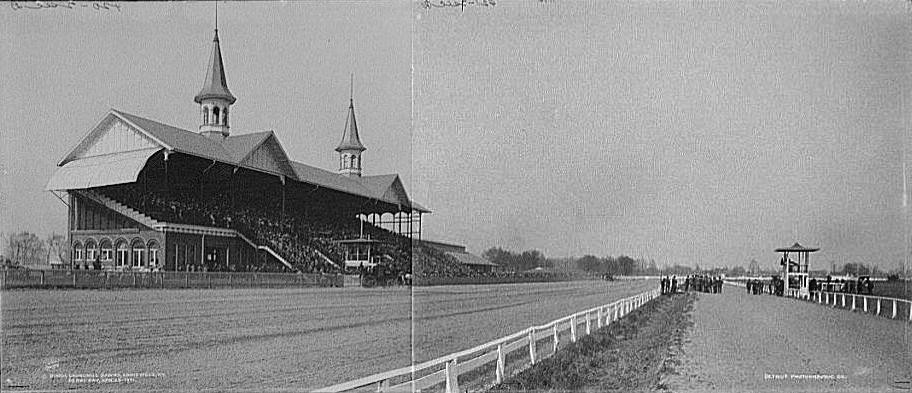
L'hippodrome de Churchill Downs en 1901.

Le Kentucky Derby est une course hippique de chevaux se déroulant au mois de mai sur l'hippodrome de Churchill Downs, à Louisville, dans le Kentucky aux États-Unis.
Il s'agit d'une course de groupe I réservée aux chevaux de 3 ans. C'est la première étape de la Triple Couronne américaine, avant les Preakness Stakes et les Belmont Stakes. Elle se dispute sur la distance de 2 000 mètres, piste en sable. Le Prix accordé au vainqueur s'élève à 3 millions de dollars. Surnommée « Run for roses », c'est le plus grand événement des courses américaines. Environ 160 000 à 180 000 spectateurs assistent à chaque édition de cette course.

## Histoire
Le Kentucky est un centre important de l’élevage et des courses de chevaux depuis la fin du XVIIIe siècle. Depuis le début de la colonisation de la région par les Européens, la région de Bluegrass est renommée pour la qualité de ses chevaux. En 1872, Meriwether Lewis Clark, Jr., le petit-fils de William Clark de la célèbre expédition Lewis et Clark, voyage jusqu’en Angleterre, où il peut voir le Derby d'Epsom, célèbre course hippique annuelle datant de 1780. Clark va également à Paris en 1863, où il a la chance d'assister au Grand Prix de Paris. En rentrant au Kentucky, Clark fonde un club de jockeys à Louisville. Il lève des fonds pour construire un hippodrome à proximité de la ville. Ce stade hippique est nommé rapidement Churchill Downs en référence à John et Henry Churchill qui avaient offert le terrain. Le nom n'est pourtant officiellement reconnu qu’en 1937. La course du Kentucky Derby faisait 2,4 km de long, tout comme pour la piste d’Epson ou de Paris. La distance est ramenée à 2 km en 1896. Le 17 mai 1875, devant un public d’environ 10 000 personnes, s’affrontent plusieurs chevaux de 15 ans d’âge lors du premier Derby. Aristides et son jockey Oliver Lewis remportent la première édition. La même année, le duo termine deuxième des Belmont Stakes.
Bien que la première édition soit un énorme succès, les installations connaissent des difficultés financières et en 1894, les installations sont recapitalisées. La situation économique se dégrade toutefois encore et en 1902, un homme d’affaires du nom de Matt Winn fait le nécessaire pour racheter le stade hippique. À partir de ce moment, la situation économique s’améliore. Le Churchill Downs et le Kentucky Derby deviennent le lieu prédominant des courses hippiques aux États-Unis. Entre 1875 et 1902, 15 des 28 courses sont remportées par des jockeys afro-américains. Le 11 mai 1892, le jockey afro-américain Alonzo Lonnie Clayton devient le plus jeune vainqueur de la course, âgé seulement de 15 ans.
Avec la course de Preakness Stakes au Pimlico Race Course de Baltimore et avec la course de Belmont Stakes de Belmont, les trois compétitions sont nommées depuis 1930 Triple Crown (Triple couronne). À partir de l'année 1932, la course est toujours programmée le premier samedi du mois de mai pour permettre une meilleure programmation entre les trois courses. En 1919, Sir Barton est le premier à remporter les trois courses, suivent Gallant Fox en 1930 et le fils de ce dernier, Omaha, cinq ans plus tard. En tout, treize chevaux ont décroché la Triple Couronne, le dernier étant Justify en 2018.
Le 3 mai 1952, la première couverture télévisée nationale de l’évènement est lancée. En 1968, le cheval Dancer's Image devient le premier cheval à perdre son titre de vainqueur. Il est en effet déclassé après une analyse d’urine prouvant l’utilisation de phénylbutazone. Ce médicament analgésique ne sera autorisé que quelques années plus tard. D'autres chevaux sont hélas encore déclassés pour dopage, avant que cinq chevaux ne meurent en 2023, juste avant la course du Kentucky Derby, dont au moins deux, Parents Pride et Chasing Artie, dans des conditions douteuses, s'écroulent juste après d'autres courses. Leur entraineur, Saffie Joseph Jr. est suspendu de toutes courses par Churchill Downs.

Bien que l'épreuve leur soit ouverte, très peu de pouliches tentent l'aventure dans cette course (39 dans toute l'histoire), préférant son équivalent strictement féminin, les Kentucky Oaks. Regret (1915), Genuine Risk (1980) et Winning Colors (1988) sont les trois seules pouliches à avoir réussi l'exploit de vaincre dans le Derby.

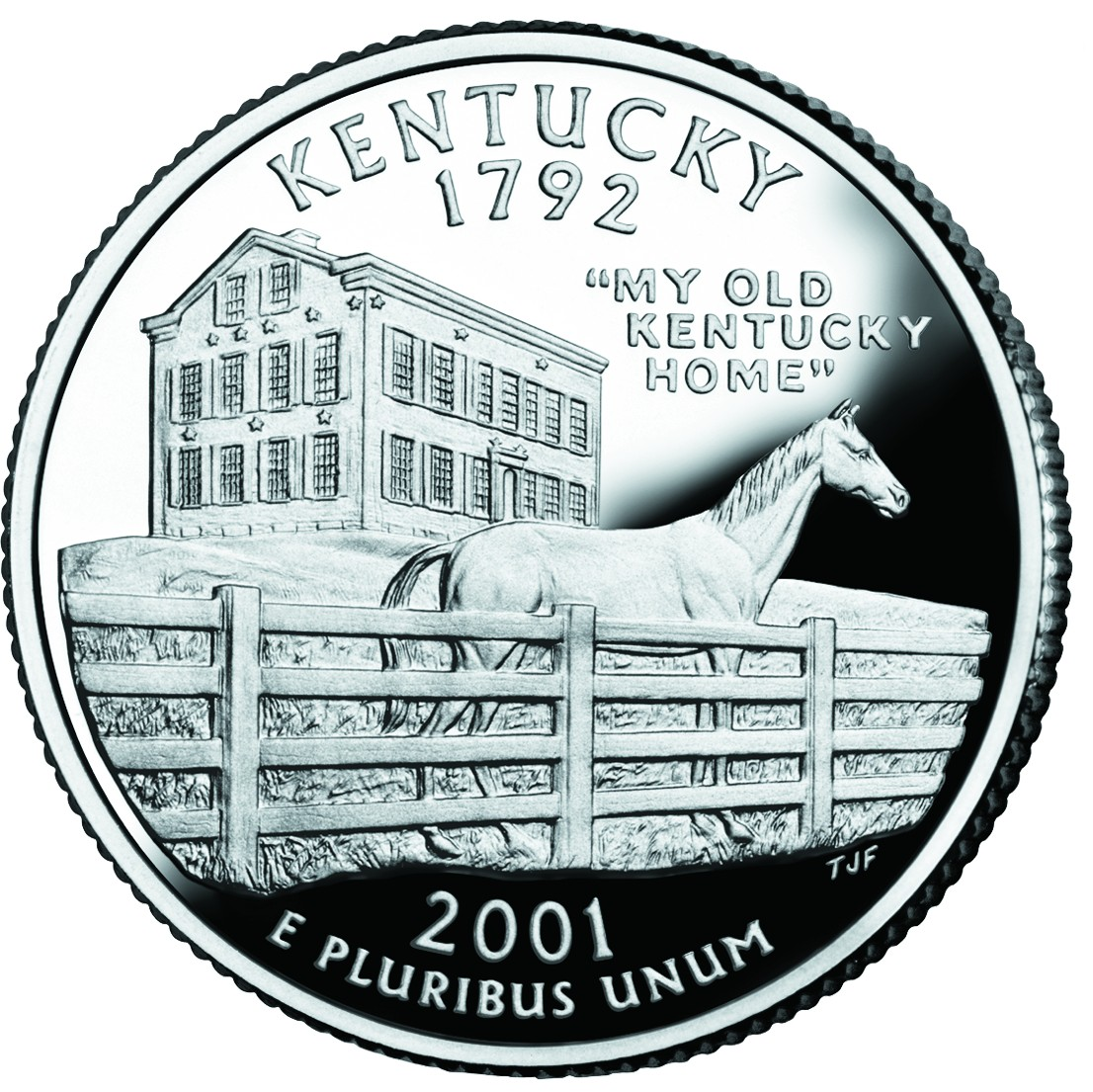
Une pièce commémorative comprenant une référence au Kentucky Derby.

C’est seulement depuis 2004 que les jockeys peuvent porter des publicités sur leurs combinaisons. Avant 2005, seuls les quatre premiers de la course se répartissent le montant des gains de la course. Depuis 2005, les cinq premiers se répartissent le magot.

## Traditions
En sus de la course en elle-même, de nombreuses traditions jouent un rôle important dans l’atmosphère du Derby. Le Mint Julep, une boisson glacée, mélange de bourbon, de menthe et de sirop sucré est la boisson traditionnelle de la course. Le plat le plus populaire se nomme quant à lui Burgoo. Il est composé de bœuf, de poulet, de porc et de crudités.
La zone comprise à l’intérieur du circuit offre des prix abordables pour regarder la course mais peu de chance pour la voir correctement. Par contre, le Millionaire's Row (coin des millionnaires), un gradin très bien placé avec sièges confortables, attire les plus riches des spectateurs. De nombreuses femmes se munissent ce jour de chapeaux raffinés de grandes tailles. Avant la course, la parade de l’université de Louisville interprète la chanson de Stephen Foster  My Old Kentucky Home.
Le Derby est fréquemment nommé The Run for the Roses (La Course pour les Roses) car un bouquet composé de 554 roses rouges est offert chaque année au vainqueur de la course. Cette tradition provient du New-Yorkais E. Berry Wall, personnalité mondaine qui offrit en 1883 des roses aux femmes venues regarder la course.

## Records
- Le record du Kentucky Derby est la propriété du crack Secretariat depuis 1973, avec un chrono de 1'59"40. Seul Monarchos, en 2001, est parvenu à passer sous la barre des 2 minutes.
- Deux jockeys se sont adjugés le Derby à cinq reprises : Eddie Arcaro (1938, 1941, 1945, 1948, 1952) & Bill Hartack (1957, 1960, 1962, 1964, 1969)
- Bob Baffert est l'entraîneur le plus titré avec 6 victoires : Silver Charm (1997), Real Quiet (1998), War Emblem (2002), American Pharoah (2015), Justify (2018) et Authentic (2020), sans compter Medina Spirit, vainqueur sur la piste en 2021 mais disqualifié par la suite pour dopage[4].
- Calumet Farm est l'écurie ayant fourni le plus de lauréats, avec 7 derby-winners en 1941, 1944, 1948, 1949, 1952, 1957, 1958 et 1968.
- Trois pouliches ont vaincu les mâles : Regret (1915), Genuine Risk (1980) et Winning Colors (1988)
- Les victoires les plus larges sont celles de Old Rosebud (1914), Johnstown (1939), Whirlaway (1941) et Assault (1946) avec 8 longueurs sur leur dauphin.
- Le plus gros outsider à s'être imposé est Donerail en 1913, à la cote de 91/1.
- Cinq étalons ont donné trois lauréats : Virgil (Vagrant en 1876, Hindoo en 1881 et Ben Ali en 1886), Falsetto (Chant en 1894, His Eminence en 1901, Sir Huon en 1906), Sir Gallahad (Gallant Fox en 1930, Gallahadion en 1940 et Hoop Jr en 1945), Bull Lea (Citation en 1948, Hill Gail en 1952 et Iron Liege en 1957) et Into Mischief (Authentic en 2020, Mandaloun en 2021 et Sovereignty en 2025).

## Palmarès
| Année | Vainqueur          | Pays       | Père                  | Jockey              | Entraîneur            | Propriétaire                            | Deuxième           | Troisième         | Temps   |
| ----- | ------------------ | ---------- | --------------------- | ------------------- | --------------------- | --------------------------------------- | ------------------ | ----------------- | ------- |
| 2025  | Sovereignty        | États-Unis | Into Mischief         | Junior Alvarado     | Bill Mott             | Godolphin                               | Journalism         | Baeza             | 2'02"31 |
| 2024  | Mystik Dan         | États-Unis | Goldencents           | Brian Hernandez     | Kennie McPeek         | Lance Gasaway, 4 G Racing LLC & al.     | Sierra Leone       | Forever Young     | 2'03"34 |
| 2023  | Mage               | États-Unis | Good Magic            | Javier Castellano   | Gustavo Delgado       | Ogma Investments, Sterling Racing & al. | Two Phil's         | Angel of Empire   | 2'01"57 |
| 2022  | Rich Strike        | États-Unis | Keen Ice              | Sonny Leon          | Eric Reed             | Red Tr-Racing, LLC                      | Epicenter          | Zandon            | 2'02"61 |
| 2021  | Mandaloun          | États-Unis | Into Mischief         | Florent Géroux      | Brad Cox              | Juddmonte Farms                         | Hot Rod Charlie    | Essential Quality | 2'01"62 |
| 2020  | Authentic          | États-Unis | Into Mischief         | John Velazquez      | Bob Baffert           | Spendthrift Farm LLC & al               | Tiz The Law        | Mr. Big News      | 2'00"61 |
| 2019  | Country House      | États-Unis | Lookin At Lucky       | Flavien Prat        | Bill Mott             | Shields, McFadden, & Foxwoods           | Code of Honor      | Tacitus           | 2'03"93 |
| 2018  | Justify †          | États-Unis | Scat Daddy            | Mike E. Smith       | Bob Baffert           | China Horse Club, WinStar Farm & Co     | Good Magic         | Audible           | 2'04"20 |
| 2017  | Always Dreaming    | États-Unis | Bodemeister           | John Velazquez      | Todd Pletcher         | MeB Racing, Brooklyn Boyz & al          | Lookin' At Lee     | Battle of Midway  | 2'03"59 |
| 2016  | Nyquist            | États-Unis | Uncle Mo              | Mario Gutierrez     | Doug O'Neill          | John Paul Reddam                        | Exaggerator        | Gun Runner        | 2'01"31 |
| 2015  | American Pharoah † | États-Unis | Pioneerof The Nile    | Victor Espinoza     | Bob Baffert           | Zayat Stables LLC                       | Firing Line        | Dortmund          | 2'03"02 |
| 2014  | California Chrome  | États-Unis | Lucky Pulpit          | Victor Espinoza     | Art Sherman           | Steve Coburn, Perry Martin              | Commanding Curve   | Danza             | 2'03"66 |
| 2013  | Orb                | États-Unis | Malibu Moon           | Joel Rosario        | Art Sherman           | Stuart S. Janney III, Phipps Stable     | Golden Soul        | Revolutionary     | 2'02"89 |
| 2012  | I'll Have Another  | États-Unis | Flower Alley          | Mario Gutierrez     | Doug O'Neill          | John Paul Reddam                        | Bodemeister        | Dullahan          | 2'01"83 |
| 2011  | Animal Kingdom     | États-Unis | Leroidesanimaux       | John Velazquez      | Graham Motion         | Team Valor International                | Nehro              | Mucho Macho Man   | 2'02"04 |
| 2010  | Super Saver        | États-Unis | Maria's Mon           | Calvin Borel        | Todd Pletcher         | WinStar Farm                            | Ice Box            | Paddy Oprado      | 2'04"45 |
| 2009  | Mine That Bird     | États-Unis | Birdstone             | Calvin Borel        | Bennie Woolley Jr.    | Double Eagle Ranch                      | Pioneerof The Nile | Musket Man        | 2'02"66 |
| 2008  | Big Brown          | États-Unis | Boundary              | Kent Desormeaux     | Rick Dutrow           | IEAH Stables, Paul Pompa Jr., & al      | Eight Belles       | Denis of Cork     | 2'01"80 |
| 2007  | Street Sense       | États-Unis | Street Cry            | Calvin Borel        | Carl Nafzger          | James B. Tafel                          | Hard Spun          | Curlin            | 2'02"17 |
| 2006  | Barbaro            | États-Unis | Dynaformer            | Edgar Prado         | Michael Matz          | Lael Stables                            | Bluegrass Cat      | Steppenwolfer     | 2'01"36 |
| 2005  | Giacomo            | États-Unis | Holy Bull             | Mike E. Smith       | John Shirreffs        | Jerry & Ann Moss                        | Closing Argument   | Afleet Alex       | 2'02"75 |
| 2004  | Smarty Jones       | États-Unis | Elusive Quality       | Stewart Elliott     | John Servis           | Someday Farm                            | Lion Heart         | Imperialism       | 2'04"06 |
| 2003  | Funny Cide         | États-Unis | Distorted Humor       | Jose Santos         | Barclay Tagg          | Sackatoga Stable                        | Empire Maker       | Peace Rules       | 2'01"19 |
| 2002  | War Emblem         | États-Unis | Our Emblem            | Victor Espinoza     | Bob Baffert           | Thoroughbred Corp.                      | Proud Citizen      | Perfect Drift     | 2'01"13 |
| 2001  | Monarchos          | États-Unis | Maria's Mon           | Jorge Chavez        | John T. Ward, Jr.     | John C. Oxley                           | Invisible Ink      | Congaree          | 1'59"97 |
| 2000  | Fusaichi Pegasus   | États-Unis | Mr.Prospector         | Kent Desormeaux     | Neil Drysdale         | Fusao Sekiguchi                         | Aptitude           | Impeachment       | 2'01"00 |
| 1999  | Charismatic        | États-Unis | Summer Squall         | Chris Antley        | D. Wayne Lukas        | Bob & Beverly Lewis                     | Menifee            | Cat Thief         | 2'03"20 |
| 1998  | Real Quiet         | États-Unis | Quiet American        | Kent Desormeaux     | Bob Baffert           | Michael E. Pegram                       | Victory Gallop     | Indian Charlie    | 2'02"20 |
| 1997  | Silver Charm       | États-Unis | Silver Buck           | Gary Stevens        | Bob Baffert           | Bob & Beverly Lewis                     | Captain Bodgit     | Free House        | 2'02"40 |
| 1996  | Grindstone         | États-Unis | Unbridled             | Jerry Bailey        | D. Wayne Lukas        | Overbrook Farm                          | Cavonnier          | Prince of Thieves | 2'01"00 |
| 1995  | Thunder Gulch      | États-Unis | Gulch                 | Gary Stevens        | D. Wayne Lukas        | Michael Tabor                           | Tejano Run         | Timber County     | 2'01"20 |
| 1994  | Go for Gin         | États-Unis | Cormorant             | Chris McCarron      | Nick Zito             | Condren Cornacchia                      | Strodes Creek      | Blumin' Affair    | 2'03"60 |
| 1993  | Sea Hero           | États-Unis | Polish Navy           | Jerry Bailey        | Mack Miller           | Rokeby Stables                          | Prairie Bayou      | Wild Gale         | 2'02"40 |
| 1992  | Lil E. Tee         | États-Unis | At The Threshold      | Pat Day             | Lynn S. Whiting       | W. Cal Partee                           | Casual Lies        | Dance Floor       | 2'03"00 |
| 1991  | Strike the Gold    | États-Unis | Alydar                | Chris Antley        | Nick Zito             | BCC Stable                              | Best Pal           | Mane Minister     | 2'03"00 |
| 1990  | Unbridled          | États-Unis | Fappiano              | Craig Perret        | Carl Nafzger          | Frances A. Genter                       | Summer Squall      | Pleasant Tap      | 2'02"00 |
| 1989  | Sunday Silence     | États-Unis | Halo                  | Pat Valenzuela      | Charlie Whittingham   | H-G-W Partners                          | Easy Goer          | Awe Inspiring     | 2'05"00 |
| 1988  | Winning Colors ‡   | États-Unis | Caro                  | Gary Stevens        | D. Wayne Lukas        | Eugene V. Klein                         | Forty Niner        | Risen Star        | 2'02"20 |
| 1987  | Alysheba           | États-Unis | Alydar                | Chris McCarron      | Jack Van Berg         | D. & P. Scharbauer                      | Bet Twice          | Avies Copy        | 2'03"40 |
| 1986  | Ferdinand          | États-Unis | Nijinsky              | Bill Shoemaker      | Charlie Whittingham   | Howard B. Keck                          | Bold Arrangement   | Broad Brush       | 2'02"80 |
| 1985  | Spend A Buck       | États-Unis | Buckaroo              | Angel Cordero, Jr.  | Cam Gambolati         | Hunter Farm                             | Stephan's Odyssey  | Chief's Crown     | 2'00"20 |
| 1984  | Swale              | États-Unis | Seattle Slew          | Laffit Pincay, Jr.  | Woody Stephens        | Claiborne Farm                          | Coak Me Chad       | At The Threshold  | 2'02"40 |
| 1983  | Sunny's Halo       | Canada     | Halo                  | Eddie Delahoussaye  | David C. Cross, Jr.   | D. J. Foster Stable                     | Desert Wine        | Caveat            | 2'02"20 |
| 1982  | Gato Del Sol       | États-Unis | Cougar                | Eddie Delahoussaye  | Edwin J. Gregson      | Hancock & Peters                        | Laser Light        | Reinvested        | 2'02"40 |
| 1981  | Pleasant Colony    | États-Unis | His Majesty           | Jorge Velasquez     | John P. Campo         | Buckland Farm                           | Woodchoper         | Partez            | 2'02"00 |
| 1980  | Genuine Risk ‡     | États-Unis | Exclusive Native      | Jacinto Vasquez     | LeRoy Jolley          | Diana Firestone                         | Rubo               | Jaklin Klugman    | 2'02"00 |
| 1979  | Spectacular Bid    | États-Unis | Bold Bidder           | Ronnie Franklin     | Bud Delp              | Hawksworth Farm                         | General Assembly   | Golden Act        | 2'02"40 |
| 1978  | Affirmed †         | États-Unis | Exclusive Native      | Steve Cauthen       | Laz Barrera           | Harbor View Farm                        | Alydar             | Believe It        | 2'01"20 |
| 1977  | Seattle Slew †     | États-Unis | Bold Reasoning        | Jean Cruguet        | Billy Turner          | Karen L. Taylor                         | Run Dusty Run      | Sanhedrin         | 2'02"20 |
| 1976  | Bold Forbes        | Porto Rico | Irish Castle          | Angel Cordero, Jr.  | Laz Barrera           | E. Rodriguez Tizol                      | Honest Pleasure    | Elocutionist      | 2'01"60 |
| 1975  | Foolish Pleasure   | États-Unis | What A Pleasure       | Jacinto Vasquez     | LeRoy Jolley          | John L. Greer                           | Avatar             | Diabolo           | 2'02"00 |
| 1974  | Cannonade          | États-Unis | Bold Bidder           | Angel Cordero, Jr.  | Woody Stephens        | John M. Olin                            | Hudson County      | Agitate           | 2'04"00 |
| 1973  | Secretariat †      | États-Unis | Bold Ruler            | Ron Turcotte        | Lucien Laurin         | Meadow Stable                           | Sham               | Our Native        | 1'59"40 |
| 1972  | Riva Ridge         | États-Unis | First Landing         | Ron Turcotte        | Lucien Laurin         | Meadow Stud                             | No Le Hace         | Hold Your Peace   | 2'01"80 |
| 1971  | Cañonero II        | Venezuela  | Pretendre             | Gustavo Avila       | Juan Arias            | Edgar Caibett                           | Jim French         | Bold Reason       | 2'03"20 |
| 1970  | Dust Commander     | États-Unis | Bold Commander        | Mike Manganello     | Don Combs             | Robert E. Lehmann                       | My Dad George      | High Echelon      | 2'03"40 |
| 1969  | Majestic Prince    | États-Unis | Raise a Native        | Bill Hartack        | Johnny Longden        | Frank McMahon                           | Arts and Letters   | Dike              | 2'01"80 |
| 1968  | Forward Pass       | États-Unis | On-And-On             | Ismael Valenzuela   | Henry Forrest         | Calumet Farm                            | Francies Hat       | TV Commercial     | 2'02"20 |
| 1967  | Proud Clarion      | États-Unis | Hail to Reason        | Bobby Ussery        | Loyd Gentry, Jr.      | Darby Dan Farm                          | Barb's Delight     | Damascus          | 2'00"60 |
| 1966  | Kauai King         | États-Unis | Native Dancer         | Don Brumfield       | Henry Forrest         | Ford Stable                             | Advocator          | Blue Skyer        | 2'02"00 |
| 1965  | Lucky Debonair     | États-Unis | Vertex                | Bill Shoemaker      | Frank Catrone         | Ada L. Rice                             | Dapper Dan         | Tom Rolfe         | 2'01"20 |
| 1964  | Northern Dancer    | Canada     | Nearctic              | Bill Hartack        | Horatio Luro          | Windfields Farm                         | Hill Rise          | The Scoundrel     | 2'00"00 |
| 1963  | Chateaugay         | États-Unis | Swaps                 | Braulio Baeza       | James P. Conway       | Darby Dan Farm                          | Never Bend         | Candy Spots       | 2'01"80 |
| 1962  | Decidedly          | États-Unis | Determine             | Bill Hartack        | Horatio Luro          | El Peco Ranch                           | Roman Line         | Ridan             | 2'00"40 |
| 1961  | Carry Back         | États-Unis | Saggy                 | Johnny Sellers      | Jack A. Price         | Katherine Price                         | Crozier            | Bass Clef         | 2'04"00 |
| 1960  | Venetian Way       | États-Unis | Royal Coinage         | Bill Hartack        | Victor Sovinski       | Sunny Blue Farm                         | Bally Ache         | Victoria Park     | 2'02"40 |
| 1959  | Tomy Lee           | États-Unis | Tudor Minstrel        | Bill Shoemaker      | Frank Childs          | Fred & Juliette Turner                  | Sword Dancer       | First Landing     | 2'02"20 |
| 1958  | Tim Tam            | États-Unis | Tom Fool              | Ismael Valenzuela   | Horace A. Jones       | Calumet Farm                            | Lincoln Road       | Noureddin         | 2'05"00 |
| 1957  | Iron Liege         | États-Unis | Bull Lea              | Bill Hartack        | Horace A. Jones       | Calumet Farm                            | Gallant Man        | Round Table       | 2'02"20 |
| 1956  | Needles            | États-Unis | Ponder                | David Erb           | Hugh L. Fontaine      | D & H Stable                            | Fabius             | Come on Red       | 2'03"40 |
| 1955  | Swaps              | États-Unis | Khaled                | Bill Shoemaker      | Mesh Tenney           | Rex C. Ellsworth                        | Nashua             | Summer Tan        | 2'01"80 |
| 1954  | Determine          | États-Unis | Alibhai               | Raymond York        | Willie Molter         | Andy. J. Crevolin                       | Hasty Road         | Hasseyampa        | 2'03"00 |
| 1953  | Dark Star          | États-Unis | Royal Gem             | Hank Moreno         | Eddie Hayward         | Cain Hoy Stable                         | Native Dancer      | Invigorator       | 2'02"00 |
| 1952  | Hill Gail          | États-Unis | Bull Lea              | Eddie Arcaro        | Ben A. Jones          | Calumet Farm                            | Sub Fleet          | Blue Man          | 2'01"60 |
| 1951  | Count Turf         | États-Unis | Count Fleet           | Conn McCreary       | Sol Rutchick          | Jack J. Amiel                           | Royal Mustang      | Ruhe              | 2'02"60 |
| 1950  | Middleground       | États-Unis | Bold Venture          | William Boland      | Max Hirsch            | King Ranch                              | Hill Prince        | Mr. Trouble       | 2'01"60 |
| 1949  | Ponder             | États-Unis | Pensive               | Steve Brooks        | Ben A. Jones          | Calumet Farm                            | Capot              | Palestinian       | 2'04"20 |
| 1948  | Citation †         | États-Unis | Bull Lea              | Eddie Arcaro        | Ben A. Jones          | Calumet Farm                            | Coaltown           | My Request        | 2'05"40 |
| 1947  | Jet Pilot          | États-Unis | Blenheim              | Eric Guerin         | Tom Smith             | Maine Chance Farm                       | Phalanx            | Faultless         | 2'06"80 |
| 1946  | Assault †          | États-Unis | Bold Venture          | Warren Mehrtens     | Max Hirsch            | King Ranch                              | Spy Song           | Hampden           | 2'06"60 |
| 1945  | Hoop Jr            | États-Unis | Sir Gallahad III      | Eddie Arcaro        | Ivan Parke            | Fred W. Hooper                          | Pot O'Luck         | Darby Dieppe      | 2'07"00 |
| 1944  | Pensive            | États-Unis | Hyperion              | Conn McCreary       | Ben A. Jones          | Calumet Farm                            | Broadcloth         | Stir Up           | 2'04"20 |
| 1943  | Count Fleet †      | États-Unis | Reigh Count           | Johnny Longden      | G. Donald Cameron     | John D. Hertz                           | Blus Swords        | Slide Rule        | 2'04"00 |
| 1942  | Shut Out           | États-Unis | Equipoise             | Wayne Wright        | John M. Gaver, Sr.    | Greentree Stable                        | Alsab              | Valdina Orphan    | 2'04"40 |
| 1941  | Whirlaway †        | États-Unis | Blenheim              | Eddie Arcaro        | Ben A. Jones          | Calumet Farm                            | Staretor           | Market Wise       | 2'01"40 |
| 1940  | Gallahadion        | États-Unis | Sir Gallahad III      | Carroll Bierman     | Roy Waldron           | Milky Way Farm                          | Bimelech           | Dit               | 2'05"00 |
| 1939  | Johnstown          | États-Unis | Jamestown             | James Stout         | Sunny Jim Fitzsimmons | Belair Stud                             | Challedon          | Heather Broom     | 2'03"40 |
| 1938  | Lawrin             | États-Unis | Insco                 | Eddie Arcaro        | Ben A. Jones          | Herbert M. Woolf                        | Dauber             | Can't Wait        | 2'04"80 |
| 1937  | War Admiral †      | États-Unis | Man O'War             | Charley Kurtsinger  | George Conway         | Glen Riddle Farm                        | Pompoon            | Reaping Reward    | 2'03"20 |
| 1936  | Bold Venture       | États-Unis | St Germans            | Ira Hanford         | Max Hirsch            | Morton L. Schwartz                      | Brevity            | Indian Broom      | 2'03"60 |
| 1935  | Omaha †            | États-Unis | Gallant Fox           | William Saunders    | Sunny Jim Fitzsimmons | Belair Stud                             | Roman Soldier      | Whiskolo          | 2'05"00 |
| 1934  | Cavalcade          | États-Unis | Lancegaye             | Mack Garner         | Robert Smith          | Brookmeade Stable                       | Discovery          | Agrarian          | 2'04"00 |
| 1933  | Brokers Tip        | États-Unis | Black Toney           | Don Meade           | Herbert J. Thompson   | Edward R. Bradley                       | Head Play          | Charley           | 2'06"80 |
| 1932  | Burgoo King        | États-Unis | Bubbling Over         | Eugene James        | Herbert J. Thompson   | Edward R. Bradley                       | Economic           | Stepenfetchit     | 2'05"20 |
| 1931  | Twenty Grand       | États-Unis | St Germans            | Charley Kurtsinger  | James G. Rowe, Jr.    | Greentree Stable                        | Sweep All          | Mate              | 2'01"80 |
| 1930  | Gallant Fox †      | États-Unis | Sir Gallahad III      | Earl Sande          | Sunny Fitzsimmons     | Belair Stud                             | Gallant Knight     | Ned'O             | 2'07"60 |
| 1929  | Clyde Van Dusen    | États-Unis | Man O'War             | Linus McAtee        | Clyde Van Dusen       | H. P. Gardner                           | Naishapur          | Panchio           | 2'10"80 |
| 1928  | Reigh Count        | États-Unis | Sunreigh              | Chick Lang          | Bert S. Michell       | John Hertz                              | Misstep            | Toro              | 2'10"40 |
| 1927  | Whiskery           | États-Unis | Whisk Broom           | Linus McAtee        | Fred Hopkins          | Harry P. Whitney                        | Osmand             | Jock              | 2'06"00 |
| 1926  | Bubbling Over      | États-Unis | North Star            | Albert Johnson      | Herbert J. Thompson   | Edward R. Bradley                       | Bagenbaggage       | Rock Man          | 2'03"80 |
| 1925  | Flying Ebony       | États-Unis | The Finn              | Earl Sande          | William Duke          | Clifford A. Cochran                     | Captain Hal        | Son of John       | 2'07"60 |
| 1924  | Black Gold         | États-Unis | Black Toney           | John D. Mooney      | Hanley Webb           | Rosa M. Hoots                           | Chilhowee          | Beau Butler       | 2'05"20 |
| 1923  | Zev                | États-Unis | The Finn              | Earl Sande          | David J. Leary        | Rancocas Stable                         | Martingale         | Vigil             | 2'05"40 |
| 1922  | Morvich            | États-Unis | Runnymede             | Albert Johnson      | Fred Burlew           | Benjamin Block                          | Bet Mosie          | John Finn         | 2'04"60 |
| 1921  | Behave Yourself    | États-Unis | Marathon              | Charles Thompson    | Herbert J. Thompson   | Edward R. Bradley                       | Black Servant      | Prudery           | 2'04"20 |
| 1920  | Paul Jones         | États-Unis | Sea King              | Ted Rice            | Billy Garth           | Ral Parr                                | Upset              | On Watch          | 2'09"00 |
| 1919  | Sir Barton †       | États-Unis | Star Shoot            | Johnny Loftus       | H. Guy Bedwell        | J.K.L. Ross                             | Billy Kelly        | Under Fire        | 2'09"80 |
| 1918  | Exterminator       | États-Unis | McGee                 | William Knapp       | Henry McDaniel        | Willis Sharpe Kilmer                    | Escoba             | Viva America      | 2'10"80 |
| 1917  | Omar Khayyam       | États-Unis | Marco                 | Charles Borel       | Charles T. Patterson  | Billings & Johnson                      | Ticket             | Midway            | 2'04"60 |
| 1916  | George Smith       | États-Unis | Out of Reach          | Johnny Loftus       | Hollie Hughes         | John Sanford                            | Star Hawk          | Franklin          | 2'04"00 |
| 1915  | Regret ‡           | États-Unis | Broomstick            | Joe Notter          | James G. Rowe, Sr.    | Harry Payne Whitney                     | Pebbles            | Sharpshooter      | 2'05"40 |
| 1914  | Old Rosebud        | États-Unis | Uncle                 | John McCabe         | Frank D. Weir         | H. C. Applegate                         | Hodge              | Bronzewing        | 2'03"40 |
| 1913  | Donerail           | États-Unis | McGee                 | Roscoe Goose        | Thomas Hayes          | Thomas Hayes                            | Ten Point          | Gowell            | 2'04"80 |
| 1912  | Worth              | États-Unis | Knight of the Thistle | Carroll H. Shilling | Frank Taylor          | H. C. Hallenbeck                        | Duval              | Flamma            | 2'09"40 |
| 1911  | Meridian           | États-Unis | Broomstick            | George Archibald    | Albert Ewing          | R. F. Carmen                            | Governor Gray      | Colston           | 2'05"00 |
| 1910  | Donau              | États-Unis | Woolsthorpe           | Fred Herbert        | George Ham            | William Gerst                           | Joe Morris         | Fighting Bob      | 2'06"40 |
| 1909  | Wintergreen        | États-Unis | Dick Welles           | Vincent Powers      | Charles Mack          | Jerome B. Respess                       | Miami              | Dr. Barkley       | 2'08"20 |
| 1908  | Stone Street       | États-Unis | Longstreet            | Arthur Pickens      | J. W. Hall            | C. E. & J. W. Hamilton                  | Sir Cleges         | Dunvegan          | 2'15"20 |
| 1907  | Pink Star          | États-Unis | Pink Coat             | Andy Minder         | W. H. Fizer           | J. Hal Woodford                         | Zal                | Ovelando          | 2'12"60 |
| 1906  | Sir Huon           | États-Unis | Falsetto              | Roscoe Troxler      | Pete Coyne            | Bashford Manor Stable                   | Lady Navarre       | James Reddick     | 2'08"80 |
| 1905  | Agile              | États-Unis | Sir Dixon             | Jack Martin         | Robert Tucker         | Sam S. Brown                            | Ram's Horn         | Layson            | 2'10"75 |
| 1904  | Elwood             | États-Unis | Free Knight           | Shorty Prior        | Charles E. Durnell    | Charles E. Durnell                      | Ed Tierney         | Branca            | 2'08"50 |
| 1903  | Judge Himes        | États-Unis | Esher                 | Hal Booker          | John P. Mayberry      | Charles R. Ellison                      | Early              | Bourbon           | 2'09"00 |
| 1902  | Alan-a-Dale        | États-Unis | Halma                 | James Winkfield     | Thomas C. McDowell    | Thomas C. McDowell                      | Inventor           | The Rival         | 2'08"75 |
| 1901  | His Eminence       | États-Unis | Falsetto              | James Winkfield     | Frank B. Van Meter    | Frank B. Van Meter                      | Sannazarro         | Driscoll          | 2'07"75 |
| 1900  | Lieut. Gibson      | États-Unis | G.W.Johnson           | Jimmy Boland        | Charles Hughes        | Charles H. Smith                        | Florizar           | Thrive            | 2'06"25 |
| 1899  | Manuel             | États-Unis | Bob Miles             | Fred Taral          | Robert J. Walden      | A. H. & D. H. Morris                    | Corsini            | Mazo              | 2'12"00 |
| 1898  | Plaudit            | États-Unis | Himyar                | Willie Simms        | John E. Madden        | John E. Madden                          | Lieber Karl        | Isabey            | 2'09"00 |
| 1897  | Typhoon II         | États-Unis | Top Gallant           | Buttons Garner      | J. C. Cahn            | J. C. Cahn                              | Ornament           | Dr. Catlett       | 2'12"50 |
| 1896  | Ben Brush          | États-Unis | Bramble               | Willie Simms        | Hardy Campbell        | Dwyer Brothers Stable                   | Ben Eder           | Semper Ego        | 2'07"75 |
| 1895  | Halma              | États-Unis | Hanover               | Soup Perkins        | Byron McClelland      | Byron McClelland                        | Basso              | Laureate          | 2'37"50 |
| 1894  | Chant              | États-Unis | Falsetto              | Frank Goodale       | H. Eugene Leigh       | Leigh & Rose                            | Pearl Song         | Sigurd            | 2'41"00 |
| 1893  | Lookout            | États-Unis | Troubadour            | Eddie Kunze         | William McDaniel      | Cushing & Orth                          | Plutus             | Boundless         | 2'39"25 |
| 1892  | Azra               | États-Unis | Reform                | Lonnie Clayton      | John Morris           | Bashford Manor Stable                   | Huron              | Phil Dwyer        | 2'41"50 |
| 1891  | Kingman            | États-Unis | Glengarry             | Isaac Murphy        | Dud Allen             | Jacobin Stable                          | Balgowan           | High Tariff       | 2'52"25 |
| 1890  | Riley              | États-Unis | Longfellow            | Isaac Murphy        | Edward Corrigan       | Edward Corrigan                         | Bill Letcher       | Robespierre       | 2'45"00 |
| 1889  | Spokane            | États-Unis | Hyder Ali             | Thomas Kiley        | John Rodegap          | Noah Armstrong                          | Proctor Knott      | Once Again        | 2'34"50 |
| 1888  | Macbeth II         | États-Unis | Macduff               | George Covington    | John Campbell         | Chicago Stable                          | Gallifet           | White             | 2'38"00 |
| 1887  | Montrose           | États-Unis | Duke of Montrose      | Isaac Lewis         | John McGinty          | Labold Brothers                         | Jim Gore           | Jacobin           | 2'39"25 |
| 1886  | Ben Ali            | États-Unis | Virgil                | Paul Duffy          | Jim Murphy            | James Ben Ali Haggin                    | Blue Wing          | Free Knight       | 2'36"50 |
| 1885  | Joe Cotton         | États-Unis | King Alfonso          | Babe Henderson      | Alex Perry            | J. T. Williams                          | Bersan             | Ten Booker        | 2'37"25 |
| 1884  | Buchanan           | États-Unis | Buckden               | Isaac Murphy        | William Bird          | William Cottrill                        | Loftin             | Audrain           | 2'40"25 |
| 1883  | Leonatus           | États-Unis | Longfellow            | Billy Donohue       | Raleigh Colston       | Chinn & Morgan                          | Drake Carter       | Lord Raglan       | 2'43"00 |
| 1882  | Apollo             | États-Unis | Lever                 | Babe Hurd           | Green B. Morris       | Morris & Patton                         | Runnymede          | Bengal            | 2'40"00 |
| 1881  | Hindoo             | États-Unis | Virgil                | Jim McLaughlin      | James G. Rowe, Sr.    | Dwyer Bros. Stable                      | Lelex              | Alfambra          | 2'40"00 |
| 1880  | Fonso              | États-Unis | King Alfonso          | George Lewis        | Tice Hutsell          | J. Snell Shawhan                        | Kimball            | Bancroft          | 2'37"50 |
| 1879  | Lord Murphy        | États-Unis | Pat Malloy            | Charlie Shauer      | George Rice           | Darden & Co                             | Falsetto           | Strathmore        | 2'37"00 |
| 1878  | Day Star           | États-Unis | Star Davis            | Jimmy Carter        | Lee Paul              | T. J. Nichols                           | Himyar             | Leveller          | 2'37"25 |
| 1877  | Baden-Baden        | États-Unis | Australian            | William Walker      | Edward D. Brown       | Daniel Swigert                          | Leonard            | King William      | 2'38"00 |
| 1876  | Vagrant            | États-Unis | Virgil                | Bobby Swim          | James Williams        | William Astor, Jr.                      | Creedmoor          | Harry Hill        | 2'38"25 |
| 1875  | Aristides          | États-Unis | Leamington            | Oliver Lewis        | Ansel Williamson      | Hal P. McGrath                          | Volcano            | Verdigris         | 2'37"75 |

† Lauréats de la Triple couronne américaine

‡ Pouliches

## Controverses
Dans le Guardian, la journaliste Elizabeth Banicki souligne l'existence d'un narratif anthropomorphique utilisé pendant le Kentucky Derby (ainsi que dans d'autres courses américaines) visant à faire croire au public que les chevaux seraient heureux de courir pour la gloire et pour l'admiration qu'ils suscitent, alors que leurs expressions et attitudes témoignent plutôt que cette course suscite chez eux de la peur et de la douleur.